# ویکتوریا (براشوو)
شهر ویکتوریا (به رومانیایی: Victoria, Braşov) در شهرستان براشوو در کشور رومانی واقع شده‌است. جمعیت این شهر ۹٬۰۵۹ نفر  است.